# Selección de rugby league de Argentina
La Selección de rugby league de Argentina es el representante de dicho país en los campeonatos oficiales.
Actualmente ocupa la posición 52° en el ranking mundial de la Rugby League International Federation.

## Historia
Sus primeros encuentros los disputó el año 2005, jugando dos partidos frente a Australian Police Rugby League Association, perdiendo en ambos por marcadores de  4-40 y 6-60.
En 2016, disputa el Torneo Sudamericano de Rugby League de 2016 jugado en Miramar, Argentina, donde vence a Chile en la final por un marcador de 16-0.
En 2017 disputa el primer Campeonato Latinoamericano, después de grandes dificultades económicas para poder viajar a Chile, vence en semifinales a Colombia por 36-6, y perdiendo la final frente al anfitrión Chile por 12-32.
Desde el año 2022 se enfrenta al seleccionado Brasileño en la denominada Copa Mercosur.

## Partidos disputados
| 25 de marzo de 2005 | Argentina | 4 - 40 | Australian Police | Buenos Aires, Argentina |  |

| 31 de marzo de 2005 | Argentina | 6 - 60 | Australian Police | Buenos Aires, Argentina |  |

| 17 de noviembre de 2017 | Argentina | 36 - 6 | Colombia | Los Ángeles, Chile |  |

| 18 de noviembre de 2017 | Chile | 32 - 12 | Argentina | Los Ángeles, Chile |  |

| 24 de noviembre de 2018 | Colombia | 16 - 28 | Argentina | São Paulo, Brasil |  |

| 25 de noviembre de 2018 | Brasil | 22 - 20 | Argentina | São Paulo, Brasil |  |

| 9 de febrero de 2019 | Argentina | 82 - 6 | Antofagasta | Buenos Aires, Argentina |  |

| 13 de noviembre de 2022 | Argentina | 24 - 30 | Brasil | Buenos Aires, Argentina |  |

| 2 de diciembre de 2023 | Argentina | 44 - 26 | Brasil | Buenos Aires, Argentina |  |

| 30 de noviembre de 2024 | Argentina | 26 - 28 | Brasil | Buenos Aires, Argentina |  |

| 1 de diciembre de 2024 | Argentina | 32 - 30 | Chile | Buenos Aires, Argentina |  |

## Participación en copas

### Rugby League XIII

#### Torneos Sudamericanos
- Latinoamericano 2017: 2° puesto
- Copa Sudamericana 2018: 2° puesto
- Copa Sudamericana 2022: no participó
- Sudamericano 2024: 2° puesto

### Rugby League Nines
- Sudamericano 2016: Campeón

## Palmarés
- Campeonato Sudamericano (1): 2016
- Copa Mercosur (1): 2023